# Colonialisme et Jeux olympiques modernes
 (juin 2023).
- Si vous ne connaissez pas le sujet, laissez ce bandeau (vous pouvez alors contacter les auteurs).
- Si vous supprimez le contenu mis en cause (vous pouvez préalablement contacter les auteurs),

argumentez précisément cette suppression dans la page de discussion
(un manque de référence n'est pas un argument ; une recherche réelle de référence doit avoir été effectuée, être formellement documentée).
 (juin 2023).

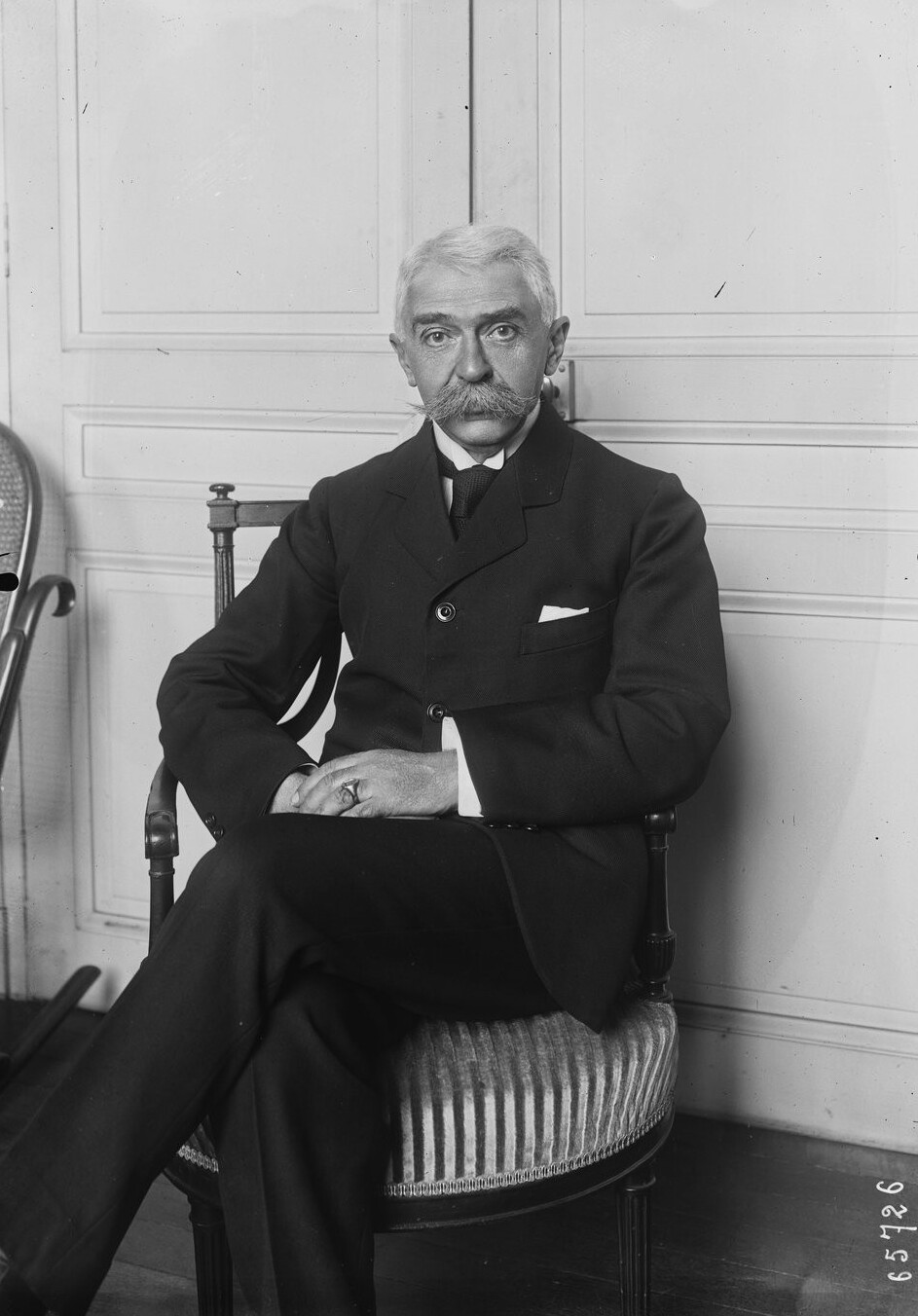
Pierre de Coubertin en 1921.

Les Jeux olympiques modernes sont sujets à des polémiques. Le fondateur des Jeux modernes, le baron Pierre de Coubertin, était ouvertement pro-colonialiste. Depuis leur fondation, l'histoire des Jeux olympiques modernes est parsemée de problèmes liés au colonialisme.

## Histoire du colonialisme dans les Jeux olympiques modernes
Le baron Pierre de Coubertin, né le 1er janvier 1863 à Paris, est issu de la famille Fredy, une riche famille originaire de Rome. Sa branche française est anoblie en 1629. Pierre de Coubertin quitte la France pour la Suisse, à Lausanne, après le début de la guerre, en 1915. Il meurt le 2 septembre 1937 à Genève, à l'âge de 74 ans.
Tout au long de sa vie, il fait la promotion du sport et en défend des idées ambivalentes. Elles sont parfois progressistes et humanistes, (promotion du sport pour tous), et parfois réactionnaires, en soutenant le colonialisme, la misogynie (non-participation des femmes aux premiers jeux modernes, confrontation avec Alice Milliat) et en soutenant le régime nazi.
Dans ses mémoires conservées aux archives du CIO, il affirme : « Dès les premiers jours, j'étais un colonialiste fanatique… Les races sont de valeur différente, et à la race blanche, d’essence supérieure, toutes les autres doivent faire allégeance. ».

### Cas liés au colonialisme dans les Jeux olympiques modernes
Les premiers Jeux olympiques ont lieu symboliquement à Athènes en 1896. Les premiers scandales éclatent lors des Jeux Olympiques de Saint-Louis en 1904, troisième édition des Jeux modernes.
Cette édition a lieu en marge de l'exposition universelle qui se tient au même endroit et en même temps. Elle est marquée par l'organisation des « Journées anthropologiques », réservées exclusivement aux personnes issues de « tribus sauvages », considérées comme « moins civilisées », elle prend l'apparence d'un véritable zoos humains. Les athlètes étaient logés dans des maisons sensé représenter leur « habitat naturel », visibles par tous les visiteurs blancs ; ils devaient participer à des épreuves sportives essentiellement basées sur la démonstration de force pure. Au fil des jours, les blancs pouvaient observer également des athlètes noirs participer à des épreuves créées pour eux : un concours d'escalade d'arbres, une compétition de lancer de boue, des combats entre les tribus autochtones Mohawk et Sénécas, par exemple. 
Pierre de Coubertin se serait opposé publiquement à la tenue de ces journées, d'après la théoricienne Susan Brownell. L'inclusion des zoos humains dans les expositions universelles et les Jeux olympiques semblait inévitable, les deux événements partageant la même « logique sous-jacente de supériorité blanche ».
Durant les éditions suivantes, les métropoles des pays colonisateurs enverront parfois des athlètes issus de leurs colonies pour défendre leurs couleurs. Pierre de Coubertin, bien avant les premiers mouvements d'indépendance, lance un appel au développement du sport en Afrique ; son titre : Le sport veut conquérir l'Afrique. Il émet l'idée de créer des jeux régionaux, les Jeux Africains, qui auraient lieu en 1927 à Alexandrie, en Egypte. Cette volonté de développer le sport semble ne pas avoir pour but d'émanciper les athlètes africains mais plutôt d'asseoir l'autorité occidentale sur les pays colonisés. 
Les Jeux furent reportés à 1929 à cause de retards dans les travaux du Stade d'Alexandrie. Ils furent finalement annulés, car, d'après Pierre de Coubertin, les métropoles craignent qu'une « victoire de la race dominée sur la race dominatrice » soit exploitée par la population locale comme « un encouragement à la rébellion ». Cependant, Pierre de Coubertin s'opposera à cet avis, car il y voyait plutôt l'opportunité d'apporter la « civilisation sportive ». 
Les Jeux Africains apparaîtront en 1965, à Brazzaville, après les Jeux panarabes et les Jeux Méditerranéens.
Les Jeux olympiques de 1936, organisés à Berlin par le gouvernement nazi d'Adolf Hitler, sont utilisés comme un instrument politique, afin de promouvoir le racisme et l'antisémitisme. Hitler était convaincu de la domination de la race aryenne lors de ces Jeux. Jesse Owens, un athlète noir américain, gagna 4 médailles, en sprint et saut en longueur. Il est un symbole marquant de l'histoire des Jeux olympiques modernes. 
Pierre de Coubertin, retiré du Comité International Olympique à cette époque, apporta son soutien au gouvernement nazi, dans un discours glorifiant les capacités organisationnelles et idéologiques du Troisième Reich.

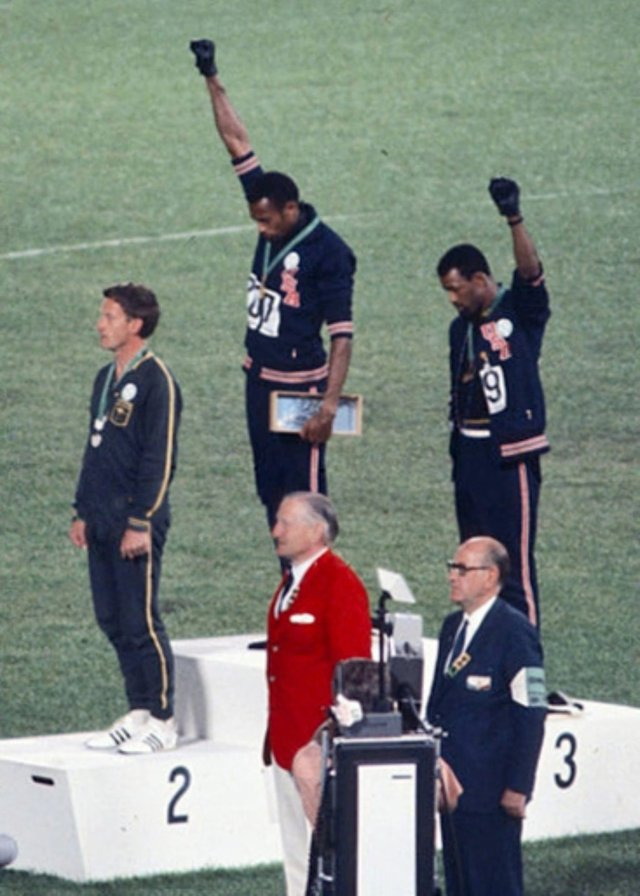
Tommie Smith et John Carlos levant le poing lors de leur podium aux Jeux Olympiques de 1968.

À la fin de la Seconde Guerre Mondiale, l’Afrique voit les prémices de son indépendance. La décolonisation de l’Afrique débute avec le Ghana en 1957. Un phénomène d’emballement atteint son apogée en 1960. 
Dans les années 1960, un athlète Ethiopien, Abebe Bikila, devient le premier médaillé d’or Africain noir lors du marathon de Rome.
En 1968, le CIO décide d’inviter l’Afrique du Sud, un pays pro-apartheid, aux Jeux suivants. Cette décision sera annulée à la suite d'une violente réaction populaire. L’Afrique du Sud sera bannie des Jeux jusqu'en 1990, après la libération de Nelson Mandela. 
L'édition des Jeux de Mexico, en 1968, est marquée par de nombreux épisodes de violence raciale. Tommie Smith et John Carlos, deux athlètes afro-américains terminant respectivement premier et troisième, lèvent le poing en signe de contestation politique face à la ségrégation raciale, lors de la remise des médailles. Ce geste leur valut d'être exclus à vie des Jeux olympiques. Il reste un symbole de protestation qui a dépassé le domaine du sport olympique et a eu des répercussions dans toute l'histoire du sport.

### Le colonialisme moderne
Des restes de colonialisme peuvent prendre une forme implicite dans les Jeux olympiques, essentiellement à travers le racisme. En 1994, Surya Bonaly, patineuse artistique noire, déclare à Eurosport : « Si j'avais été blanche ou Américaine, j'aurais peut-être gagné une médaille d'or aux JO ou aux championnats du monde ».

## Le colonialisme dans la capitale olympique

Le Stade Pierre-de-Coubertin à Vidy.

Lausanne, officiellement déclarée comme capitale olympique, compte de nombreux lieux liés au mouvement olympique à travers la ville.

### Traces implicites
Les traces physiques du colonialisme peuvent être perçues en connaissant l'histoire de Pierre de Coubertin notamment, nom que nous retrouvons souvent dans Lausanne avec le Stade-Pierre-de-Coubertin, l'Avenue Pierre de Coubertin, le buste de Pierre de Coubertin à l'Esplanade de Montbenon ou la tombe de Pierre de Coubertin dans le cimetière du Bois-de-Vaux.

### Traces explicites
Les traces explicites sont rares et difficiles à dénicher. Elles sont essentiellement dans le Musée olympique : les journées anthropologiques, la polémique des jeux nazis ou le poing levé de Mexico sont mentionnés. De nombreuses mentions liées au colonialisme se trouvent dans les documents d'archives disponibles au Centre d'Etudes Olympiques.
Il semble que le sujet du colonialisme soit grandement occulté dans ce qui est transmis au public (le pro-colonialisme de Pierre de Coubertin, la polémique des Jeux Africains, les mouvements d'indépendance, le poing levé à Mexico, etc.).